# Partido Autonomista Trentino Tirolés
El Partido Autonomista Trentino Tirolés (en alemán Autonomistische Trentiner Tiroler Partei; en italiano Partito Autonomista Trentino Tirolese) (PATT) es un partido político italiano regionalista y democristiano de la región del Trentino.

## Historia
El partido tuvo como precedente al Partido Popular Trentino Tirolés , fundado el 25 de julio de 1948; éste se dividió en dos en 1982, creándose la Unión Autonomista Trentino Tirolesa y Autonomía Integral. La reunión de ambas formaciones en 1988 dio lugar al actual Partido Autonomista Trentino Tirolés.
En las elecciones provinciales de 1993, el partido tuvo su mejor resultado hasta la fecha, con un 20,2 % de los votos, beneficiándose de la crisis en la que se encontraba inmersa Democracia Cristiana y logrando su líder Carlo Andreotti, en coalición del PATT con el Partido Popular Italiano, la presidencia de la provincia de Trento. En las de 1998, el partido sufrió un retroceso hasta el 12,4 %, debido al éxito de la recién formada Margarita Cívica (22,2 %), con la que se presentaba en coalición. A pesar de ello, el PATT se alió con la Casa de las Libertades, y especialmente Liga Norte Trentino para las elecciones generales de Italia de 2001, sin obtener representación.
En las elecciones provinciales de 2003, el PATT logró un 9,0 % de los votos, frente al 20,2 % en 1993. Sin embargo, en 2002, cuando el PATT decidió colaborar de nuevo con el centro-izquierda de la Margarita Cívica, un sector partidario de continuar en alianza con el centro-derecha de Forza Italia liderado por Carlo Andreotti se escindió creando Trentino Autonomita, que obtuvo un 2,2 % de los votos. En 2007, Autonomistas Trentinos, grupo escindido en el 2000, se reintegró en el PATT de nuevo.
Tras las elecciones generales de 2006, y gracias a un pacto electoral con el Partido Popular Sudtirolés (SVP), el PATT obtuvo un diputado, teniendo representación por segunda vez tras haber tenido un senador entre 1972 y 1976. En las elecciones generales de 2008, el PATT se presentó al Senado en coalición con el SVP y la lista Margarita Cívica, mientras que para la Cámara de Diputados apoyó la SVP, sin lograr representación en ninguna de las dos cámaras. De cara a las elecciones regionales de 2008 se presentó junto al Partido Democrático y la Unión por el Trentino, logrando tres consejeros regionales. Formá parte de la coalición de centro-izquierda Italia. Bien Común para las elecciones generales de 2013.